# 公開市場操作口座 (米国)
公開市場操作口座（こうかいしじょうそうさこうざ、System Open Market Account、SOMA）とは、ニューヨーク連邦準備銀行（以下、ニューヨーク連銀）が、金融政策を遂行する過程で公開市場操作を通じて購入した有価証券を管理する口座。
SOMA取引を通じて、連邦準備制度は金利と米国の銀行システムにおける準備金の量に影響を与える。SOMA資産からの収入はまた、連邦準備制度の活動のための資金となり、議会から資金を提供されない。連邦公開市場委員会（FOMC）は、ニューヨーク連邦準備銀行に対し、金融政策を支えるためにSOMAをどのように利用すべきかを指示する。

## 目的
SOMAの主な目的は、ニューヨーク連銀の公開市場操作（open market operations、OMO）と為替介入（米国財務省は、連邦準備制度と協議して米国の為替政策を決定する責任を負う）の実施を支援することである。米国の金融当局である財務省とFRBは、無秩序な市場環境に対抗するため、連邦準備制度に属する資金と財務省の為替安定化基金（Exchange Stabilization Fund、ESF）を使って、外国為替市場に介入することがある。
大不況につながる2007年から2008年の世界金融危機の後、FOMCは「最大限の雇用と物価の安定を促進するという委員会の任務を促進する努力のために、SOMAポートフォリオのサイズを拡大し、構成を調整した」。
SOMA証券は次の3つの目的を果たす。
- FRBのバランスシートで負債として表示される米国通貨流通量とその他の準備要因の担保。
- FRBが準備残高を管理するためのツール。
- FRBのマクロ経済目標を達成するためのツール。

## SOMAポートフォリオ
その結果，投資されたものはSOMAポートフォリオとして保有される。このポートフォリオの利息がFRBの収入のほとんどを占めるが、中央銀行は純粋に米国の金融政策を実施するために証券を売買するのであって、営利を目的とするものではない。
SOMAは、連邦準備制度理事会の国内ポートフォリオと海外ポートフォリオから構成されている。2008年末現在、国内ポートフォリオは、4,960億ドルを保有する米国財務省証券と800億ドルの現先取引（すなわち、一時的なもの）で構成されている。SOMAの外貨建てポートフォリオは、ユーロと円建てで250億ドルから構成されている。外国の機関との通貨スワップ協定は、合計で5,540億ドルであった。
SOMAの所有権とその収入は、システムの年次残高決済の際に準備銀行間で割り当てられる。この決済プロセスでは、20世紀に金本位制が廃止されたにもかかわらず、米国の通貨を支える名目的な役割を担っている金兌換券が利用される。海外ポートフォリオの所有権は、まず各準備銀行の年末の資本金と剰余金に比例して配分される。前回の割り当てから変更された所有権は、準備銀行の他のシステムとの清算残高を調整することで相殺される。次に、各準備銀行は、過去1年間の1日の平均清算残高を計算する。その金額で金券の所有権を調整し、現在の清算残高を相殺する調整を行う。最後に、各準備銀行は、連邦準備券の発行残高に対する所有比率がシステム全体の比率と一致するように、金券の所有比率を再び調整し、国内ポートフォリオの所有比率を相殺調整する。その結果得られた所有比率は、翌年から有効となる。
ニューヨーク連銀は、2003年から現在までのSOMA保有量の履歴データをMicrosoft Excelのスプレッドシートとしてエクスポートできるオープンデータのウェブページを開設している。